# فرجينيا فارغاس
فرجينيا فارغاس (بالإسبانية: Virginia Vargas)‏ هي عالمة اجتماع بيروفية، ولدت في 23 يوليو 1945 في ليما في بيرو.